# Sydax gibbus
Sydax gibbus là một loài bọ cánh cứng trong họ Cerambycidae.